# Lill-Marie Blomberg
Louise Lill-Marie Blomberg Rolf, född 4 januari 1923 i S:t Matteus församling, Stockholm, död 4 oktober 1992 i Vällingby, var en svensk konstnär. 
Blomberg studerade vid Anders Beckmans skola för reklam och modeteckning 1947–1948, vid Det Kongelige Danske Kunstakademi 1949 och vid Konsthögskolan 1950–1955. Hon har även illustrerat böcker och tidskrifter. Hon har utfört landskapsmålningar och figurkompositioner. Blomberg Rolf finns representerad vid bland annat Nationalmuseum, Moderna museet i Stockholm, Statens konstråd och flera kommuner och landsting.
Blomberg var dotter till konsthistorikern Erik Blomberg och dennes fru Marie-Louise (född Idestam-Almquist).
Hon var från 1951 till 1960 gift med konstnären Lars Rolf, son till Ernst Rolf och Gueye Rolf. Lill-Marie Blomberg är begravd på Sigtuna kyrkogård.